# Heinrich Maria Ledig-Rowohlt
Heinrich Maria Ledig-Rowohlt (* 12. März 1908 in Leipzig; † 28. Februar 1992 in Neu-Delhi) war ein deutscher Verleger und Übersetzer.

## Leben
Heinrich Maria Ledig-Rowohlt wurde in Leipzig als unehelicher Sohn des Verlegers Ernst Rowohlt und der Schauspielerin Maria Ledig geboren. Nach buchhändlerischer Ausbildung in Berlin, Köln und London trat Heinrich Maria (Heinz) Ledig 1931 in den Rowohlt Verlag seines Vaters ein und übernahm nach anfänglichen Schwierigkeiten die Leitung der Presseabteilung.
Im Frühling 1935 und im Sommer 1936 betreute er den amerikanischen Rowohlt-Autor Thomas Wolfe, der in Berlin von seinen deutschen Tantiemen lebte. Er machte den Gast in seinen Kreisen bekannt und öffnete ihm die Augen für die düsteren Seiten Deutschlands. Seine Hinweise leitete er jeweils mit dem Satz ein: „Nun will ich Ihnen was sagen.“ Nach seiner Rückkehr in die Staaten ließ Wolfe seine Erlebnisse in eine Kurzgeschichte mit ebendiesem Titel – I Have a Thing to Tell You – einfließen, die im März 1937 in der Wochenschrift The New Republic erschien. Obschon er alle Personen verfremdete, Ledig zu Franz Heilig und Rowohlt zu Karl Lewald, musste sich jeder aufmerksame Beobachter „die Wirklichkeit bis in alle Einzelheiten rekonstruieren können“, wie Ledig in seinen Erinnerungen an Wolfe schrieb. Er fürchtete seine Festnahme durch die Gestapo, aber diese interessierte sich offenbar nicht für ihn.
1936 erhielt Ernst Rowohlt Berufsverbot wegen Tarnung und Verlegung von Werken jüdischer Schriftsteller. Ledig übernahm die Leitung des Rowohlt Verlags, der sich als Tochtergesellschaft der Deutschen Verlags-Anstalt in Stuttgart anschloss, bis auch dieser Verlag 1943 von den Nationalsozialisten geschlossen wurde. Ledig wurde Soldat und erlitt schwere Verwundungen.
Am 9. November 1945 erhielt Ledig-Rowohlt von den Amerikanern die Lizenz zur Wiedereröffnung des Verlages in Stuttgart, sein Vater Ernst Rowohlt am 27. März 1946 in Hamburg die britische Verlagslizenz. Beide Verlage wurden 1950 in Hamburg wieder zusammengelegt. Bedingt durch den Mangel an Material und den enormen Nachholbedarf der Leser an guter, besonders ausländischer Literatur, kam Ledig-Rowohlt auf die Idee, Bücher im Rotationsdruck auf Zeitungspapier herzustellen (Rowohlts Rotations-Romane). Druckbeginn war der Spätherbst 1946. Zu den ersten Titeln gehörten Kurt Tucholskys Schloß Gripsholm und Ernest Hemingways In einem andern Land. Aus den Rotationsromanen entstanden dann später die rororo-Taschenbücher. 1949 lernte Ledig-Rowohlt auf einer Reise in die USA die Massenproduktion amerikanischer Taschenbücher kennen und beschloss, sie auch in Deutschland einzuführen. 1950 wurde die Verlagsproduktion, gegen den Widerstand seines Vaters, mit der Herausgabe der Taschenbücher erweitert. Ledig-Rowohlt gilt seitdem als Pionier des deutschen Verlagswesens nach dem Zweiten Weltkrieg und „rororo“ wurde zum Synonym für das Taschenbuch schlechthin.

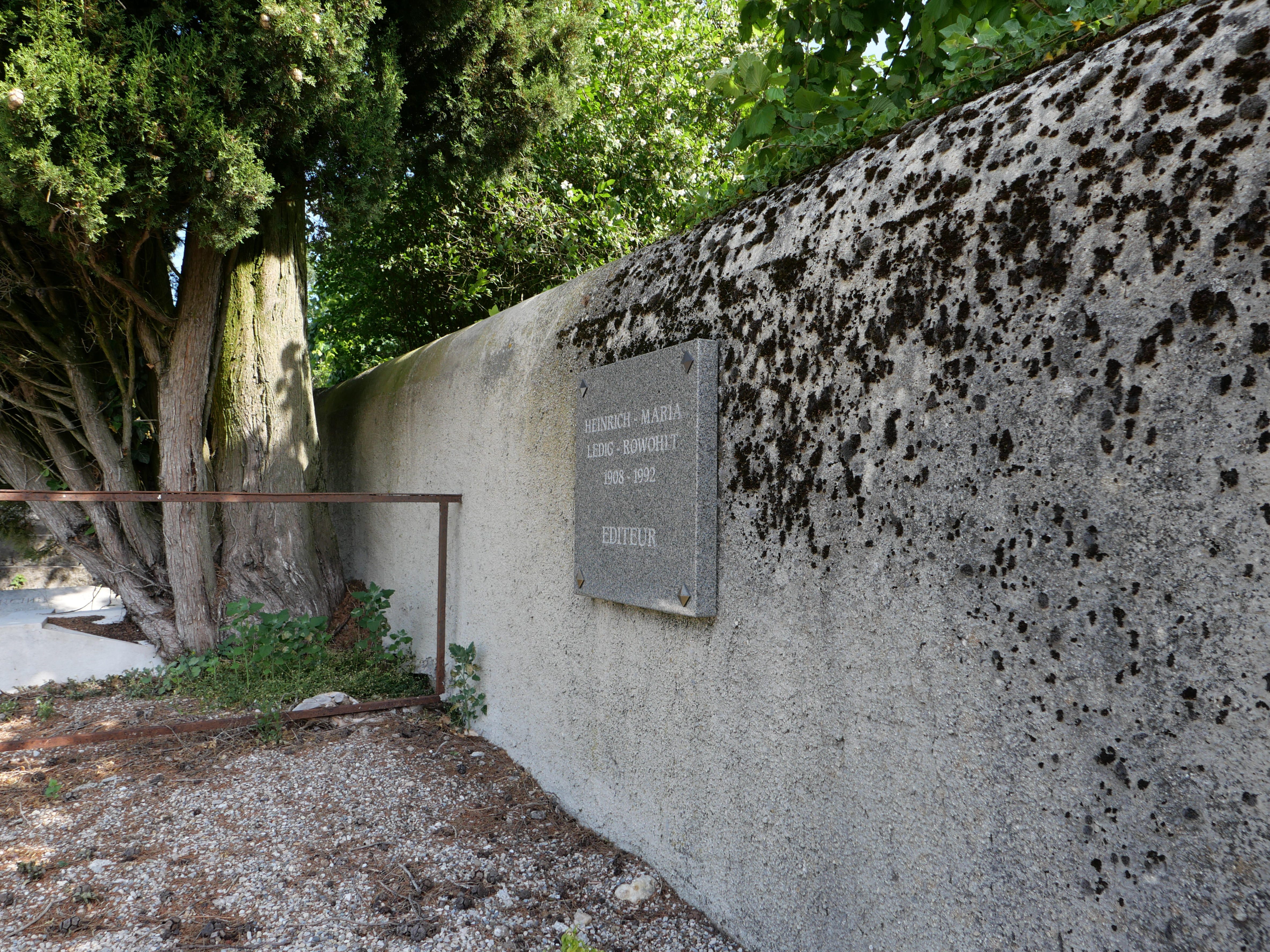
Ledig-Rowohlts Grabplatte an einer Mauer des Friedhofs von Lavigny im Schweizer Kanton Waadt

1960 starb sein Vater Ernst Rowohlt und vermachte seinen Anteil am Verlag seinem jüngeren Sohn Harry Rowohlt, mit Ausnahme einiger Anteile für Ledig-Rowohlt, die diesem die Mehrheit sichern sollten. Auf diese Weise wurde Ledig-Rowohlt Mehrheitsgesellschafter und übernahm allein die verlegerische Leitung.
Der als Ballonaffaire in die Verlagsgeschichte eingegangene Abwurf eines Verlagsprodukts über dem Hoheitsgebiet der DDR im Jahr 1969 brachte eine erste Krise in die verlegerische und persönliche Laufbahn des bis dahin von Erfolgen geprägten Werdegangs. Am Erfolg der 60er Jahre hatte Fritz Raddatz erheblichen Anteil gehabt und zwischen dem Verleger und seinem Cheflektor war eine enge Verbindung entstanden. Sie endete jäh nach dem Abwurf von 50.000 im Auftrag von Rowohlt gedruckten Exemplaren der Erinnerungen von Jewgenija Ginsburg über dem Gebiet der DDR. Raddatz hatte das Geschehen zu verantworten.
1982 verkaufte Ledig-Rowohlt den Verlag an die Verlagsgruppe Georg von Holtzbrinck mit einem Beratervertrag und widmete sich der Übersetzung von Theaterstücken und Poesie. Heinrich Maria Ledig-Rowohlt starb am 28. Februar 1992 auf einer Verlegertagung in Neu-Delhi, Indien.

## Heinrich Maria Ledig-Rowohlt-Stiftung
Im selben Jahr wurde von seiner Witwe Jane Ledig-Rowohlt die Heinrich Maria Ledig-Rowohlt-Stiftung gegründet, die ihren Sitz in Hamburg hat. „Ausschließlicher und unmittelbarer Zweck der Stiftung ist die Förderung deutschsprachiger Literaturübersetzer, insbesondere die Ausschreibung eines jährlich zu vergebenden Heinrich Maria Ledig-Rowohlt-Übersetzer-Preises.“ Der Heinrich Maria Ledig-Rowohlt-Preis wurde zum ersten Mal am 1. Oktober 1992 während der Frankfurter Buchmesse verliehen. Die Entwicklung des Stiftungsvermögens erlaubte es, 1995 zusätzlich den Jane Scatcherd-Preis und 1998 einen dritten Preis, den Paul Scheerbart-Preis ins Leben zu rufen.

## Fondation Ledig-Rowohlt und Ledig House
Im Schloss Château de Lavigny, dem späteren Wohnort von Jane und Heinrich Maria Ledig-Rowohlt, gelegen zwischen Genf und Lausanne in der Nähe des Genfersees, gibt es seit 1996 als Stiftung von Jane Ledig-Rowohlt ein Aufenthaltsstipendium von vier Wochen für junge, aufstrebende Literaten, die sechs Autoren den Austausch untereinander und literarische Arbeit in stilvoller Umgebung ermöglichen. Das Stipendium wird nicht verliehen, sondern eine Auswahl unter Bewerbungen getroffen.

Ledig House ist eine „Schwester“-Residenz zum Chateau de Lavigny. Seine Gründung fand 1992 durch den Literaturagenten und Freund Ledig-Rowohlts, Francis J. Greenburger, in Omi statt, gelegen im Hudson Valley, Bundesstaat New York. Ledig House ist ein Teil des Omi International Arts Center.